# 虎ノ門市場
『テレビ東京 虎ノ門市場』（とらのもんいちば）は、テレビ東京ほかで放送しているお取り寄せグルメ番組である。
放送開始当初、テレビ東京の本社が東京都港区虎ノ門にあり、虎ノ門から地域食材の情報を発信していくという想いで「虎ノ門市場」と名づれたが、2016年11月にテレビ東京の本社が東京都港区六本木に移転したあともタイトルを変更せずに放送している。
2008年10月から5分間のミニ番組として放送され、2009年1月より30分間のレギュラー放送を開始した。その後、2012年4月から、番組タイトルを「虎ノ門市場～幸せごはん漫遊記～」（2019年12月からサブタイトルを「〜毎日、幸せごはん。〜」へ変更）に変更し、13分の番組となりテレビ東京6局ネットで全国放送が開始された。テレビ東京の関東ローカル番組「なないろ日和!」内のコーナー扱いとなっている。放送時間は月 - 金、午前11:00 - 11:13（13分）である。また「虎ノ門市場～幸せごはん漫遊記～」→「虎ノ門市場〜毎日、幸せごはん。〜」は日経CNBCで再放送されている。
テレビ東京では虎ノ門市場スペシャルとして月１回不定期で60分特番を放送している。2014年11月の放送回より、舞の海秀平とボビー・オロゴンが毎回出演する企画「ちょっと寄り道●●編」として続いている。虎ノ門市場スペシャルはBSテレ東で不定期で再放送されている。
テレビ東京（関東ローカル）において2020年3月30日から2022年9月30日までは平日夕方17:10 - 17:30枠、2022年10月3日からは平日夕方17:15 - 17:30枠でも放送。

## 番組内容
番組スタッフが日本全国の生産者を直接訪ね、その味を直接確かめて安心・安全でおいしいものだけを紹介する。東京都港区の虎ノ門を拠点に、旬の食材、地域特産、郷土料理など、ちょっと贅沢な家庭の食卓を提案している。

## 出演者
- 桂米助
- 舞の海秀平
- 赤井英和
- 橋本志穂
- 友利新
- 千堂あきほ
- 藤吉久美子
- U字工事
- 水原恵理
- 中村繁之
- 大竹佐知
- 中村容子
- 宮前真樹
- 荒木由美子
- 杉浦太陽
- レッド吉田
- 野々村真
- 池上季実子
- 水沢アキ
- 中尾ミエ
- 富永美樹
- テツandトモ
- 森尾由美
- 瀬川瑛子
- 宍戸開
- 仁科亜季子
- 磯山さやか
- ボビー・オロゴン
- 梶原真弓
- 渡辺正行
- 神保美喜
- 須田亜香里
- 国分佐智子
- 道場六三郎
- ほか

## ナレーター
- 坪井章子（2009年 - ）
- 三村ロンド（2011年 - ）
- 藤巻恵理子（2008年 - 2010年、2020年 - 2024年）
- 高木礼子（2008年）
- 関口伸（2008年）
- 鈴木まどか（2008年）
- 赤平大（2014年）
- 垂木勉（2017年）
- 加藤美由紀（2019年）
- 浜田治貴（2021年）
- 伊津野亮（2022年 -）
- 住友優子（2023年 -）
- ほか

## ネット局と放送時間
| 放送対象地域                                         | 放送局                                              | 系列           | 放送日時                                             | 備考                                                                                      |
| ---------------------------------------------------- | --------------------------------------------------- | -------------- | ---------------------------------------------------- | ----------------------------------------------------------------------------------------- |
| 関東広域圏 北海道 愛知県 大阪府 岡山県 香川県 福岡県 | テレビ東京（制作局）をはじめとするテレビ東京系列6局 | テレビ東京系列 | 月 - 金 11:00 - 11:13（13分）                        | ※虎ノ門市場〜毎日、幸せごはん。〜 テレビ東京では、『なないろ日和!』の内包番組扱いで放送。 |
| 日本全国                                             | 日経CNBC                                            | CS放送         | 毎週日曜 10:00 - 10:25、11:00 - 11:25、14:15 - 14:30 | ※虎ノ門市場〜毎日、幸せごはん。〜 地上波の再放送                                          |
| 関東広域圏                                           | テレビ東京（制作局）                                | テレビ東京系列 | 月1回不定期放送                                      | ※虎ノ門市場スペシャル                                                                     |
| 日本全国                                             | BSテレ東（旧・BSジャパン）                          | BS放送         | 月1回不定期放送                                      | ※虎ノ門市場スペシャル 地上波の再放送                                                      |

### 備考
テレビ東京の新規事業として2007年5月にスタートした「テレビ東京 虎ノ門市場」は、2014年4月にテレビ東京グループ会社であるテレビ東京コミュニケーションズに事業移管された。同社が製作する「厳選!いい宿ナビ」とは姉妹番組である。
2015年4月、虎ノ門市場は、食べもの付き情報誌「築地食べる通信」の発行を開始した。
2022年10月14日は、独立番組として午前10時59分 - 午前11時13分まで放送する。

## スタッフ
- 構成：垣端鑑
- CAM：中島せいや
- 音声：高橋優二
- VE：上村和彦
- 音効：藤井祥史、長倉美希
- 編集：菅野雄介
- MA：上野裕
- 技術協力：テクノマックス、ブラボーゥ
- フードコーディネーター：川合麻衣子
- AP：太田みどり
- ディレクター：飯山将
- 演出：久保田昌志
- プロデューサー：石神類、渡辺大樹、福島和弘
- 制作協力：カメレオンフィルム
- 製作：テレビ東京ダイレクト